# John W. Boyle
John W. Boyle (Memphis, 1 de septiembre de 1891-Hollywood, 28 de septiembre de 1959), también acreditado como John Boyle, fue un director de fotografía estadounidense cuya carrera abarcó desde la era muda hasta la década de 1950. Durante su carrera fotografió más de 150 películas, incluidos largometrajes, cortometrajes y documentales. También trabajó en varias películas británicas.

## Vida y carrera
John W. Boyle nació en Memphis, Tennessee, el 1 de septiembre de 1891. Ingresó a la industria cinematográfica en 1915, cuando filmó tres películas, Greater Love Hath No Man, Her Great Match y My Madonna. En 1917 fotografió el clásico mudo, Cleopatra, protagonizada por Theda Bara. La película está en la lista de las «Diez más buscadas» del American Film Institute de películas estadounidenses perdidas. J. Gordon Edwards dirigió la película, y los dos trabajarían juntos en otras 22 películas durante los siguientes 12 años, incluyendo clásicos como Salomé y When a Woman Sins, ambas nuevamente protagonizadas por Bara, y The Queen of Sheba, protagonizada por Betty Blythe.
Durante su larga carrera, Boyle filmó más de 70 largometrajes en Estados Unidos y Gran Bretaña. Filmó varios documentales y también produjo uno de ellos, Sweden, Land of the Vikings. Entre 1928 y 1933 Boyle trabajó en cortometrajes, muchos de ellos producidos por Mack Sennett. Boyle fue presidente de la American Society of Cinematographers (ASC) de 1928 a 1929.
Boyle murió el 28 de septiembre de 1959 en Hollywood, California.

## Filmografía
La filmografía de Boyle figura en las bases de datos del American Film Institute y el British Film Institute.
- Her Great Match  (1915)
- The Fall of a Nation  (1916)
- The Yellow Passport (1916)
- The Rose of Blood  (1917)
- Kick In  (1917)
- Cleopatra  (1917)
- Madame Du Barry (1917)
- The Forbidden Path  (1918)
- The She-Devil  (1918)
- The Soul of Buddha  (1918)
- Under the Yoke  (1918)
- When a Woman Sins  (1918)
- Salomé  (1918)
- The Siren's Song  (1919)
- When Men Desire  (1919)
- The Last of the Duanes  (1919)
- The Lone Star Ranger  (1919)
- A Woman There Was  (1919)
- Wings of the Morning  (1919)
- Heart Strings  (1920)
- The Adventurer  (1920)
- A Manhattan Knight (1920)
- The Orphan  (1920)
- If I Were King  (1920)
- Drag Harlan (1920)
- The Scuttlers (1920)
- The Joyous Troublemaker (1920)
- The Scuttlers (1920)
- Drag Harlan (1920)
- The Queen of Sheba  (1921)
- A Dangerous Adventure  (1922)
- The Golden Gift (1922)
- Slave of Desire (1923)
- Wild Oranges  (1924)
- Excuse Me  (1925)
- The Keeper of the Bees (1925)
- The Far Cry  (1926)
- The Greater Glory  (1926)
- Her Second Chance  (1926)
- Miss Nobody (1926)
- Topsy and Eva  (1927)
- The Perfect Sap (1927)
- The Masked Woman (1927)
- Skyscraper  (1928)
- Smith's Burglar  (1928)
- Tropical Nights (1928)
- The Good-Bye Kiss (1928)
- Broadway Fever (1929)
- Danger Lights (1929)
- The Spirit of Youth (1929)
- Midnight Daddies (1930)
- Danger Lights (1930)
- Hypnotized  (1932)
- Sundown Rider  (1932)
- USC vs. Tulane  (1932)
- Roman Scandals  (1933)
- Treason  (1933)
- The Barber Shop  (1933)
- Man of Action (1933)
- Gridiron Flash  (1934)
- Sweden, Land of the Vikings  (1934)
- Honeymoon Limited  (1935)
- Strangers All  (1935)
- Laburnum Grove (1936)
- Queen of Hearts (1936)
- Land Without Music (1936)
- Midshipman Easy (1936)
- Keep Your Seats, Please (1936)
- Keep Fit (1937)
- Jericho (1937)
- Outlaws of the Prairie (1937)
- Newsboys' Home  (1938)
- Cattle Raiders (1938)
- The Gentleman from Arizona (1939)
- Hero for a Day  (1939)
- Society Smugglers  (1939)
- Mutiny on the Blackhawk (1939)
- Mystery of the White Room (1939)
- Mysore (1940)
- The Devil's Pipeline (1940)
- Give Us Wings (1940)
- Burma Convoy  (1941)
- Flying Cadets  (1941)
- The Kid from Kansas  (1941)
- Men of the Timberland  (1941)
- Mutiny in the Arctic  (1941)
- Six Lessons from Madame La Zonga  (1941)
- Raiders of the Desert  (1941)
- Mr. Dynamite (1941)
- Double Date (1941)
- Where Did You Get That Girl? (1941)
- Halfway to Shanghai  (1942)
- Strictly in the Groove  (1942)
- Destination Unknown  (1942)
- Juke Box Jenny  (1942)
- Mississippi Gambler  (1942)
- Ride 'Em Cowboy  (1942)
- There's One Born Every Minute  (1942)
- Unseen Enemy  (1942)
- Hi, Buddy  (1943)
- Jack London  (1943)
- Always a Bridesmaid  (1943)
- He's My Guy (1943)
- Good Morning, Judge (1943)
- Song of the Open Road  (1944)
- The Bridge of San Luis Rey  (1944)
- Gallant Bess  (1947)
- The Fabulous Joe  (1947)
- Curley  (1947)
- Here Comes Trouble  (1948)
- Mickey  (1948)
- Northwest Stampede  (1948)
- Who Killed Doc Robbin  (1948)
- Carson City (1952)
- The Three-D Follies (1953)
- Jamboree (1954)
- Courage of Black Beauty  (1957)
- The Restless Breed  (1957)